# خدادادبیگ مالک اصلانوف
خدادادبیگ مالک اصلانوف (ترکی آذربایجانی: Xudadat bəy Məlik-Aslanov) سیاستمدار و استاد دانشگاه اهل آذربایجان بود.

## زندگی٬نامه
خدادادبیگ مالک اصلانوف در ماه آوریل سال ۱۸۷۹، در خانواده ای متمول نجیب‌زاده در روستای تایناق، «فرمانداری یلیزاوتپل» در امپراتوری روسیه به دنیا آمد. پس از گذراندن دوره ابتدایی و آموزش متوسطه در مدرسه «رئال» در سال ۱۸۹۹، با تخصیص بورس دانشجویی توسط زین‌العابدین تقی‌یف، نیکوکار آذربایجانی، برای ادامه تحصیلش وارد «دانشگاه دولتی حمل‌ونقل ریلی سن پترزبورگ» شد.
در سال ۱۹۰۴، با دریافت لوح تقدیر از این دانشگاه دانش‌آموخته شد. سپس به عنوان کارآموز به طرح ساخت راه‌آهن سن پترزبورگ- وولوگدا شروع به کار نمود. در سال ۱۹۰۵، مالک اصلانوف به سمتی در سازمان راه‌آهن قفقاز جنوبی در تفلیس گماشته شد؛ سازمانی بعد از گذشت مدتی کوتاه تصدی آن را در اختیار گرفت. متعاقب انتشار بیش از ۱۰ مقاله در موضوع راه‌آهن، دکترای خویش را دریافت کرد.

## کارنامه سیاسی
در پی انقلاب فوریه روسیه در سال ۱۹۱۷، دولت موقت روسیه مالک اصلانوف را به عنوان کمیسر ارتباطات در دولت قفقاز جنوبی تعیین کرد. در آوریل ۱۹۱۸، به زمامداری وزارت «ارتباطات راه‌آهن» جمهوری فدرال دموکراتیک قفقاز جنوبی تازه تأسیس و کوتاه عمر قفقاز جنوبی رسید.
بعد از سقوط جمهوری یادشده و تأسیس جمهوری خلق آذربایجان در ۲۸ ماه مه سال ۱۹۱۸، او در چهارمین و پنجمین کابینه دولت در این سمت ابقاء شد. وی علاوه بر نمایندگی در شورای ملی آذربایجان که بعداً استقلال و حاکمیت ملی جمهوری خلق را اعلان نموده، یک کرسی در مجلس ملی نیز از آن خود نمود. در سال ۱۹۱۹، به عضویت کمیته دولتی دفاع و نیز کمیته لاتین‌سازی الفبای ترکی آذربایجانی درآمد.
وی یک مؤسسه آموزش عالی دو زبانه آذربایجانی و روسی برای آموزش و پرورش کارشناسان شاغل در زمینه ارتباطات راه‌آهن را بنیانگذاری نمود، که بعدها به «هنرستان حمل و نقل ریلی باکو» تبدیل شد. مالک اصلانوف در طول کارنامه خود تا تأسیس شوروی عضو هیچ‌یک از احزاب سیاسی نبود.

## دوره شوروی
در محدوده زمانی ۱۹۲۱ تا ۱۹۳۰ پس از استقرار نظام شوروی بر آذربایجان، خدادادبیگ مالک اصلانوف ریاست دانشکده مهندسی ساختمان در دانشگاه فنی آذربایجان را بر عهده داشت.
او همچنین به عنوان رئیس بخش نقل و انتقالات ریلی شورای عالی اقتصادی آذربایجان شوروی فعالیت می‌کرد. مالک اصلانوف نقش مهمی در ساخت خط راه‌آهن باکو به جلفا، و ورود قطارهای حومه‌ای به ناوگاه ریلی کشور که در تاریخ اتحاد جماهیر شوروی سوسیالیستی امری بی‌سابقه بود، ایفا کرد. در سال ۱۹۲۹ بود، که او پیشنهاد ساخت خطوط مترو در باکو را مطرح نمود، اگرچه این طرح در سال ۱۹۶۷ اجرایی شد.
خانواده
خدادادبیگ مالک اصلانوف در سال ۱۹۰۶، با دختر صاحب خانه‌ای که در آن مستأجر بود، ازدواج کرد. چون حاصل این ازدواج هیچ بچه ای نبود، این زوج پسر بچه‌های خانم «خورشید»، خواهر خدادادبیگ را به فرزندخواندگی پذیرفتند.

## بازداشت و مرگ
همانند تعداد کثیری از سیاستمدارانی که ریاست نهادهای دولتی مختلفی در جمهوری دمکراتیک آذربایجان را در کارنامه خود داشتند، خدادادبیگ مالک اصلانوف هم قربانی عملیات سرکوب سیاسی اتحاد جماهیر شوروی موسوم به پاکسازی بزرگ شد. او اولین بار در سال ۱۹۳۰ بازداشت شد که در سال ۱۹۳۳، با درخواست میرجعفر باقرف آزاد شد. در ماه اوت سال ۱۹۳۴، با اتهام عدم گذراندن باقی‌ماندهٔ دوران محکومیت ۵ ساله قبلی اش مجدداً دستگیر شد. در سال ۱۹۳۵، در زندان «بایل‌اف» در شرایطی مشکوک درگذشت. بنا به اظهارات رسمی، مرگ وی مرگی عادی بود، حال آنکه نزدیکانش مدعی بودند، که خدادادبیک به دست فردی به اسم «گاراسیموف» به قتل رسید. جسد وی بدون اینکه به یکی از اعضای خانواده اش نشان داده شود، به‌طور مرموز در قبر دسته جمعی واقع در حاشیهٔ باکو دفن شد. در سال ۱۹۵۹، خدادادبیگ رسماً تبرئه شد.